# Niquelblödita
La niquelblödita és un mineral de la classe dels sulfats, que pertany al grup de la blödita. Rep el seu nom pel seu contingut de níquel i per ser químicament similar a la blödita.

## Característiques
La niquelblödita és un sulfat de fórmula química Na₂Ni(SO₄)₂(H₂O)₄. Cristal·litza en el sistema monoclínic. Acostuma a trobar-se en forma de cristal·lets plans, de fins a 150 micres, amb formes suaus segurament arrodonides per la solució, i en eflorescències.
Segons la classificació de Nickel-Strunz, la niquelblödita pertany a «07.C - Sulfats (selenats, etc.) sense anions addicionals, amb H₂O, amb cations de mida mitjana i grans» juntament amb els següents minerals: krausita, tamarugita, kalinita, mendozita, lonecreekita, alum-(K), alum-(Na), tschermigita, lanmuchangita, voltaïta, zincovoltaïta, pertlikita, amoniomagnesiovoltaïta, kröhnkita, ferrinatrita, goldichita, löweïta, blödita, changoïta, zincblödita, leonita, mereiterita, boussingaultita, cianocroïta, mohrita, niquelboussingaultita, picromerita, polihalita, leightonita, amarillita, konyaïta i wattevil·lita.

## Formació i jaciments
Aquesta espècie ha estat identificada a partir d'exemplars recollits en dos indrets diferents de l'estat d'Austràlia Occidental: les mines de níquel de Kambalda, al comtat de Coolgardie, i la mina de níquel de Carr Boyd Rocks, al comtat de Menzies. Només ha estat descrita en altres dos indrets a tot el planeta: el dipòsit de sulfats de Sohland an der Spree, a Oberlausitz (Saxònia, Alemanya), i la mina Km-3, a Làurion (Grècia).